# Шладминг
Шла́дминг (нем. Schladming) — город в Австрии, в федеральной земле Штирия.
Входит в состав округа Лицен. Население составляет 4454 человека (на 31 декабря 2005 года). Занимает площадь 10,3 км². Знаменитый лыжный курортный посёлок.Официальный код — 61 242.

## Политическая ситуация
Бургомистр коммуны — Юрген Винтер (АНП) по результатам выборов 2005 года.
Совет представителей коммуны (нем. Gemeinderat) состоит из 21 места.
- АНП занимает 11 мест.
- СДПА занимает 5 мест.
- местный список: 3 места.
- АПС занимает 1 место.
- Зелёные занимают 1 место.

## Города-побратимы
- Феллетен, Франция с 1960 года
- Ветцлар, Германия с 1974 года
- Фурано, Япония с 1977 года

## Спорт
Шладминг является популярным горнолыжным курортом, местом проведения этапов Кубка мира по горным лыжам. В 1982 году здесь проходил 27-й чемпионат мира по горнолыжному спорту. С 4 по 17 февраля 2013 года здесь прошёл 42-й чемпионат мира по горнолыжному спорту.